# Sphaerocranae rufipes
Sphaerocranae rufipes är en insektsart som beskrevs av Willemse, F.M.H. 1972. Sphaerocranae rufipes ingår i släktet Sphaerocranae och familjen gräshoppor. Inga underarter finns listade i Catalogue of Life.